# Don Higgins
Donald „Don“ Bruce Higgins (* 29. März 1934; † 2004) war ein neuseeländischer Badmintonspieler. 

## Karriere
Don Higgins wurde 1961 erstmals nationaler Meister in Neuseeland. Zwei weitere Titelgewinne folgten 1965. 1966 nahm er an den Commonwealth Games teil.

## Sportliche Erfolge
| Saison | Veranstaltung                 | Disziplin    | Platz | Name                            |
| ------ | ----------------------------- | ------------ | ----- | ------------------------------- |
| 1961   | Neuseeländische Meisterschaft | Herreneinzel | 1     | Don B. Higgins                  |
| 1965   | Neuseeländische Meisterschaft | Mixed        | 1     | Don B. Higgins / Gaynor Simpson |
| 1965   | Neuseeländische Meisterschaft | Herreneinzel | 1     | Don B. Higgins                  |